# プントランドにおける石油採掘

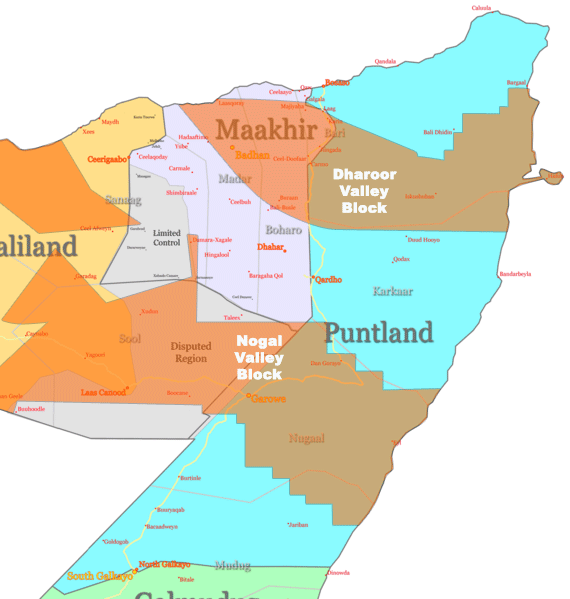
有力と見られているダーロー渓谷とヌガール渓谷(茶色の部分)

この記事ではプントランドにおける石油採掘について説明する。
現在のソマリアがほぼ無政府状態なのは、元々豊かでない国土が旱魃や外征によってさらに貧しくなり氏族同士の対立が生じたからであるが、資源が少ないこの国を大国が見捨てたからという一面もある。
21世紀になって、ソマリア東北部の独立地域、プントランドに油田があるとの話が持ち上がった。この石油をめぐってソマリア暫定政府、プントランド州政府、外国石油会社が争奪戦を繰り広げている。

## 主な関連団体
- ソマリア暫定連邦政府。アメリカ合衆国などから支援されている勢力であるが、首都モガディシオ近辺を除いて権限はほとんどない。日本政府は承認していない。
- プントランド州政府。ソマリア北東部の州政府であるが事実上の独立地域。治安は決して良くないが、無政府状態の他地域に比べれば比較的安定している。2004年ごろからソマリア暫定政府との関係が強まっている。
- レンジリソース社（Range Resources）：オーストラリアの鉱物資源探査会社。西オーストラリア州パースとビクトリア州メルボルンに拠点がある。
- アフリカ石油社（Africa Oil Corp.）：カナダのバンクーバーに本拠がある。旧名キャンメックス・ミネラルズ（Canmex Minerals）。
- 中国海洋石油総公司（中海石油、CNOOC）：中華人民共和国の石油会社。プントランド油田と直接の関係は無いが、ソマリア暫定政府と石油に関する交渉を行っている。

## 油田の可能性
アフリカ石油社がプントランドでの現地調査を行い、一部の油田の埋蔵量を18億～83億バレルと推定している。（参考：石油#主な産油国と油田一覧に世界各国の油田の推定埋蔵量が掲載されている。）
アフリカ東部のソマリア、ケニア、エチオピア、アラビア半島南西部は三畳紀末からジュラ紀末にかけて浅海であり、石油ができる条件としては有望である。ただし地中温度が高いため、有機物が堆積しているとしても、ガス化している可能性がある。実際、隣国のエチオピアで見つかっているのはガス田(Calub Gas Field)である。

## 初期の探査
1990年代、アメリカの会社コノコ (Conoco Inc.) とフィリップス石油 (Phillips Petroleum Company) は共同で、ヌガール渓谷 (Nugaal) （現在のプントランド州都ガローウェもこの渓谷にある）を試掘したが、2度の失敗に加えてソマリアのバーレ政権が崩壊して内乱状態となったため、開発を断念している。

## コンソート・プライベート社とプントランド
内戦が続く中、1998年にソマリア北東部でプントランドが独立宣言した。2005年4月、 オーストラリアの商人テリー・ダニリー（Terry Donnelly）とアンソニー・ブラック（Anthony Black）の所有する会社コンソート・プライベート社（Consort Private Ltd.）はプントランドを訪れ、代表者達と面談している。2005年6月10日、プントランドの大統領モハマド・ヘルジ (Mohamud Muse Hersi) 、計画及び外務担当長官アブディラハム・ファロレ、コンソート・プライベート社のテリー・ダニリーはアラブ首長国連邦のドバイでプントランド資源開発に関する打ち合わせを行った。
プントランド代表はこの打ち合わせの後、ケニアのナイロビに亡命しているソマリア暫定連邦政府（TFG）の元を訪れて打ち合わせを行っている。当時のTFGの代表はプントランドの前大統領アブドゥラヒ・ユスフであったが、プントランド代表が外国企業と勝手に国土開発の打ち合わせをしたことに不快感を示している。ソマリア暫定政府は8月28日、外国企業に対して、ソマリア暫定政府を通さず地方政権と交わした石油採掘権は全て無効であるとの警告書を送っている。コンソート・プライベート社のあるオーストラリアの証券取引所に対しては、抗議文を送っている。
それでもプントランド代表団はドバイに戻り、2005年8月30日、ホテルヒルトン・ドバイにて、コンソート・プライベート社にダーロー地区とヌガール地区の探査と試掘に関する占有権を与える契約を交わした。この取引は極く少人数で行われたため、契約の詳細は不明であるが、プントランドの大臣の数名がこの会社の取締役となり、プントランド政府はこの会社の株式のかなり多くを得ることになった。
この契約成立を受けて2005年9月9日、ソマリア暫定政府のユスフ大統領はBBCのインタビューに応じ「ソマリアの天然資源はソマリア国家の所有物であり、ソマリア政府が管轄している」と答えている。
9月29日、プントランド政府高官数名とビジネスマンからなる代表団は、ジョハールでソマリア暫定政府財務局長官を務めるモハメド・ユサフ・ガーガーブ(Mohamed Yusuf "Gaagaab")を訪れ、この計画への同意を求めたが、断られている。

## レンジリソース社の参入
オーストラリアの企業レンジリソース社は、2005年10月5日、コンソート･プライベート社から前記の占有権の50.1%の権利を購入した。レンジリソース社は現金250万米ドル、17ヶ月間にわたっての毎月20万米ドルの支払い、レンジリソース社株8千5百万株支払い、および8千5百万株分のストックオプションを約束した。2006年6月、レンジリソース社は残りの49.9%の権利も買い取り、合わせてコンソートプライベート社の役員サー・シャム・ジョナー（Sir Sam Jonah）をレンジリソース社の社外取締役として受け入れた。レンジリソース社はソマリア暫定政府がこの動きに反対していることを知っていたが、ここは賭けで投資に踏み切った。

## アフリカ石油社の参入
2006年10月10日、カナダの会社キャンメックスミネラルズ社（Canmex Minerals、後のアフリカ石油社）はレンジリソース社およびプントランド政府と契約を交わし、レンジリソース社に手付金として5百万米ドルを支払うことなどを条件に、ダーロー地区とヌガール地区の開発権の80%を譲り受けるという覚書を取り交わした。その案は2007年1月23日のプントランド議会承認を経て、10月に署名された。キャンメックス社はこの資金調達のため、自社株4百万を個人投資家らに対して2千万米ドルで売却している。
キャンメックス社は現地調査を行い、2007年1月31日にヌガール地区の推定埋蔵量を18億～83億バレルと発表している。

## ソマリア暫定連邦政府

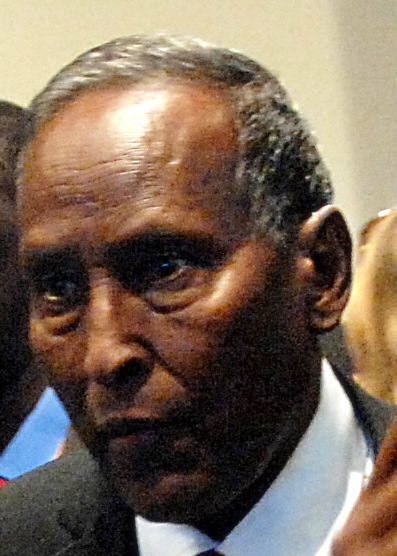
暫定連邦政府のユスフ大統領

一方、話はやや遡るが、ソマリア連邦暫定政府は2006年5月、中華人民共和国の中国海洋石油総公司（中海石油、CNOOC）にモガディシュ北東500キロメートル（プントランド付近ではあるがプントランド内ではない）での石油調査権を与えている。2006年末から2007年初頭にかけて、ソマリア暫定連邦政府はイスラム法廷会議と激しい戦闘を繰り返していた。2006年11月、ソマリア暫定連邦政府が臨時首都バイドアで敵に包囲されたのを受けて、エチオピアはイスラム法廷会議をソマリア中央部から追い出すための進軍準備をしていた。その最中、ソマリア暫定連邦政府の大統領アブドゥラヒ・ユスフは中華人民共和国の中海石油を訪れ、社長の傅成玉と面談している。
2007年6月、ソマリア暫定連邦政府のエネルギー庁長官アブヅラヒ・ユサフ・モハメド（Abdullahi Yusuf Mohamad）はケニアのナイロビで中海石油総経理のアフリカ担当役員陳卓彪、中国国際石油ガス社（China International Oil and Gas, CIOG）総経理のユダー・ジェイ（Judah Jay）と面談し、6月24日に中海石油とCIOGが合同でソマリア沖の海底油田を開発し、石油収入の51%をソマリアに渡すことを発表している。
2007年8月、ソマリア暫定連邦政府総理のアリー・ムハンマド・ゲーディは、1991年以降にソマリアの地方政府が外国と交わした石油開発に関する全ての契約を全て無効とする法案をソマリア暫定連邦議会に提出した。さらに、ソマリア全土の石油調査権をインドネシアの企業PT Medco Energi Internasional Tbk (MedcoEnergi) とクウェートの企業Kuwait Energy Companyに売却し、そのための調整会社として政府と議会が運営するソマリア国家石油会社（National Oil Company of Somalia）を設立した。

## プントランドでの試掘反対運動
2007年8月20日、キャンメックス社は社名をアフリカ石油社（Africa Oil Corp., AOI.V）に変更した。レンジ社とアフリカ石油社は2007年9月、プントランドのダーロー地区とヌガール地区の地質調査を完了し、ヌガール地区については地震探査も完了した。冬になるとすぐ、ヌガール地区の試掘とダーロー地区の地震探査が始まった。
石油開発は必ずしも地元で歓迎されなかった。2006年の前半、レンジ社のスタッフ10名以上がプントランド西部のサナーグ地区で地元兵士に殺害された。2007年秋にはプントランド最大の港湾都市ボサソの東60キロメートルにある交易都市ブル（Buru）で武器攻撃を受け、追い返されている。
2007年12月12日、プントランドの漁業港湾局長官のセイド・モハメド・ラージェ（Said Mohamed Rage）は大統領のヘルジ (Mohamud Muse Hersi) と対立し、議会を退職した。対立の直接原因はプントランド最大の港湾都市ボサソの取り扱いに関してであったが、ラージェはブルの氏族出身であり、レンジ社とアフリカ石油社の取り扱いに関する問題も関係していた。2007年12月16日、ヘルジ大統領は内閣を改造し、新たに石油資源局を設け、新長官にハッサン・オスマン（Hassan "Alore" Osman）を任命した。
2008年2月19日、アフリカ石油社はインドネシアのCatur Khita Persadaの完全子会社でシンガポールにあるEnergi Tata Persada Pte Ltd.(ETP)に掘削装置を発注し、その装置の一部が中国東営市の工場で作られている。
ソマリア暫定連邦政府のユスフ大統領は病気のため2008年2月3日までロンドンで入院していたため、その間はこの問題でソマリア暫定連邦政府が動くことはなかった。ユスフ大統領はソマリア暫定政府があるバイドアに戻る前の2008年2月5日に支援国エチオピアの首都アディスアベバに立ち寄り、プントランドの石油採掘問題に関してエチオピア政府と打ち合わせを行っている。

## レンジリソース社の危機
2009年1月にプントランド大統領選が行われて政権交代が起こる可能性があったため、2008年12月3日、アフリカ石油社はプントランドの地震探査を全て終了した。
大統領選では現職のユスフとアブディラハム・ファロレが争った。ファロレはオーストラリアへの留学経験もあり、当初からプントランド油田開発計画に関わっていたが、油田開発についてはレンジリソース社の競合会社との結びつきが強かった。ファロレは当初から、レンジリソースのような小さな会社にプントランドの油田を任せるのに反対だったという。選挙結果は1月12日の月曜に判明すると予想されたが、発表前にファロレの優勢が伝えられてレンジリソース社の株は暴落、1月9日の金曜に取引停止に追い込まれた。それ以前から株価は落ち込んでおり、取引最終時点では18ヶ月前と比べて5%にまで減少した。選挙の結果はファロレが当選している。2009年1月13日、アフリカ石油社の調査隊はボサソ港から出国した。
2009年7月、ファロレ大統領は石油政策見直しの公約を実現すべく、ドバイにプントランド代表団を送り込んで、レンジリソース社、アフリカ石油社との打合わせを行っている。